# Jocelyne LaGarde
Jocelyne LaGarde (Papeete, Tahití, 1924 – Papeete, Tahití, 12 de septiembre de 1979) fue una actriz indígena de Tahití que tuvo tan solo una aparición en el cine en la película de 1966, Hawái, y por la que fue premiada con un Globo de Oro y nominada al Óscar a la mejor actriz de reparto.

## Biografía
La película Hawái fue un gran éxito y estaba basada en la novela homónima de James A. Michener que cuenta la historia de los misioneros blancos del siglo XIX que trajeron el cristianismo a los nativos de la isla. LaGarde era una mujer de la Polinesia que encajaba perfectamente con los atributos físicos de un personaje importante de la película. Aunque nunca había actuado antes, y no podía hablar inglés (hablando solo en tahitiano y francés fluidos), fue contratada por  Mirisch Productions y se le dio un entrenador que la adiestró fonéticamente para manejar el diálogo de su personaje.
Como "Reina Malama Kanakoa, Aliʻi Nui del Hawái", la personalidad y belleza de LaGarde, combinada con sus 136 kg de peso, atrajo la atención del público. Rodeada de un elenco de estrellas de Hollywood, robó el corazón no solo del público sino de los profesionales de la industria cinematográfica. La Academia de Artes y Ciencias Cinematográficas la nominó para el Óscar a la mejor actriz de reparto. Fue la primera persona indígena en ser nominada en la historia de los Oscars. LaGarde sigue siendo hasta la fecha la única actriz nominada a un Premio de la Academia por su única aparición en el cine. Varios otros actores han sido nominados, algunos con éxito, por su debut en el cine, pero todos ellos han hecho otras películas. La Asociación de la Prensa Extranjera de Hollywood la votó como la ganadora del Globo de Oro a la mejor actriz de reparto. "Hawaii" fue el único papel actoral de LaGarde. Murió en su casa en Papeete, Tahití en 1979, sin una causa reportada de muerte.

## Premios y distinciones
Premios Óscar
| Año  | Categoría               | Película | Resultado |
| ---- | ----------------------- | -------- | --------- |
| 1967 | Mejor actriz de reparto | Hawái    | Nominada  |